# 天龍寺 (飯能市)
子の権現 天龍寺（ねのごんげん てんりゅうじ）は埼玉県飯能市にある天台宗の寺院である。武蔵野三十三観音霊場32番札所。標高640 m。正丸峠、伊豆ヶ岳から東側に続く山々の山頂にあり、登山で訪れる者も多い。入口には鳥居があり、神仏習合の寺として知られている。

## 歴史
縁起によると、延喜11年（911年）6月13日、子ノ聖が初めてこの地に十一面観音を祀り、天龍寺を創建した。その後、弟子の恵聖上人が子ノ聖を大権現と崇め、子ノ聖大権現社を建立した。 子ノ聖は昇天の折、「我、化縁につきぬれば寂光の本土に帰るべし。然れども、この山に跡を垂れて永く衆生を守らん。我登山の折、魔火のため腰と足を傷め悩めることあり。故に腰より下を病める者、一心に祈らば、その験を得せしめん」と誓いをたてた。以来、足腰守護の神仏として信仰されている。その後出羽国羽黒山末として、法子相続をしてきたが、宝永2年（1705年）輪王寺宮の末寺となり、明治元年（1868年）維新の改変により延暦寺末となった。

## 足腰守護と鉄の大わらじ
古くから足腰守護の神仏として広く信仰を集め、本尊へ履物を奉納し、各自の願をかける慣しがあり、境内にある重さ2トンある日本一の鉄わらじは、その信仰的シンボルとされている。現在も祈念のため、数多くのわらじや履物が掲げられている。
足腰の調子が良くない者を始め、古くは人力車、荷車関係者、農林漁業従事者、相撲力士、陸上競技・野球・サッカー・バスケット・スポーツサイクルなどのスポーツ関係者、トレイルラン・ハイキング愛好者が年間を通じてお参りを行う。
近年では、人間の足を転じて自動車や自転車・バイクの無事故交通安全を祈願する者も多い。

## その他
埼玉県天然記念物に指定された樹齢800年の二本杉、仁王像、本堂、本坊、見晴らし処などがある。
漫画『ヤマノススメ』にも登場した。

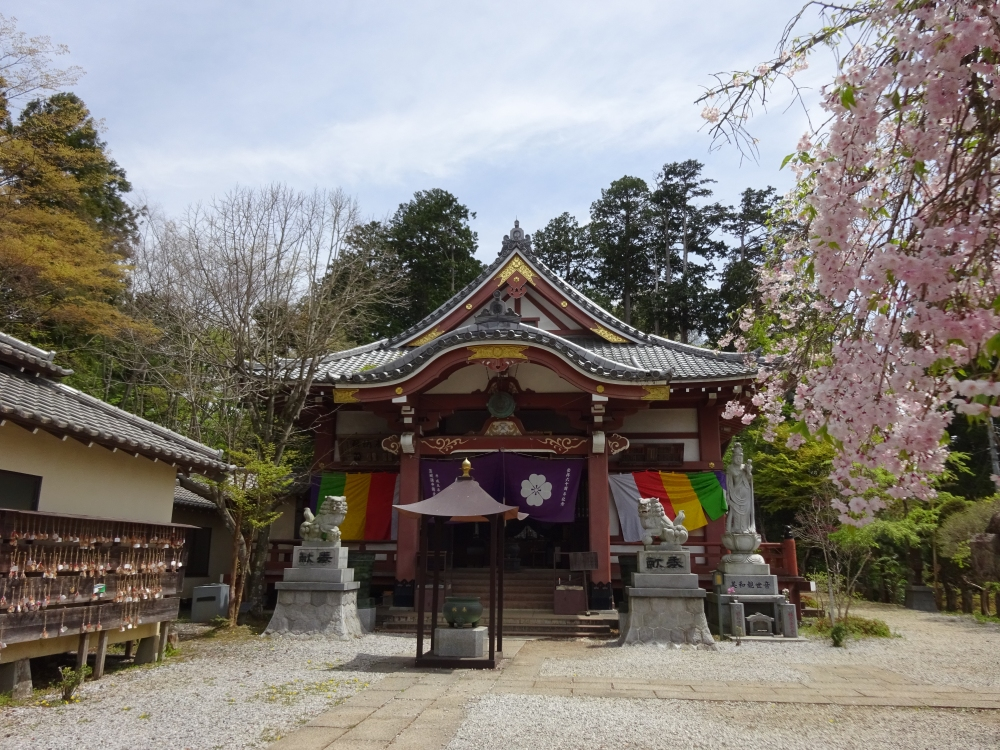
本堂
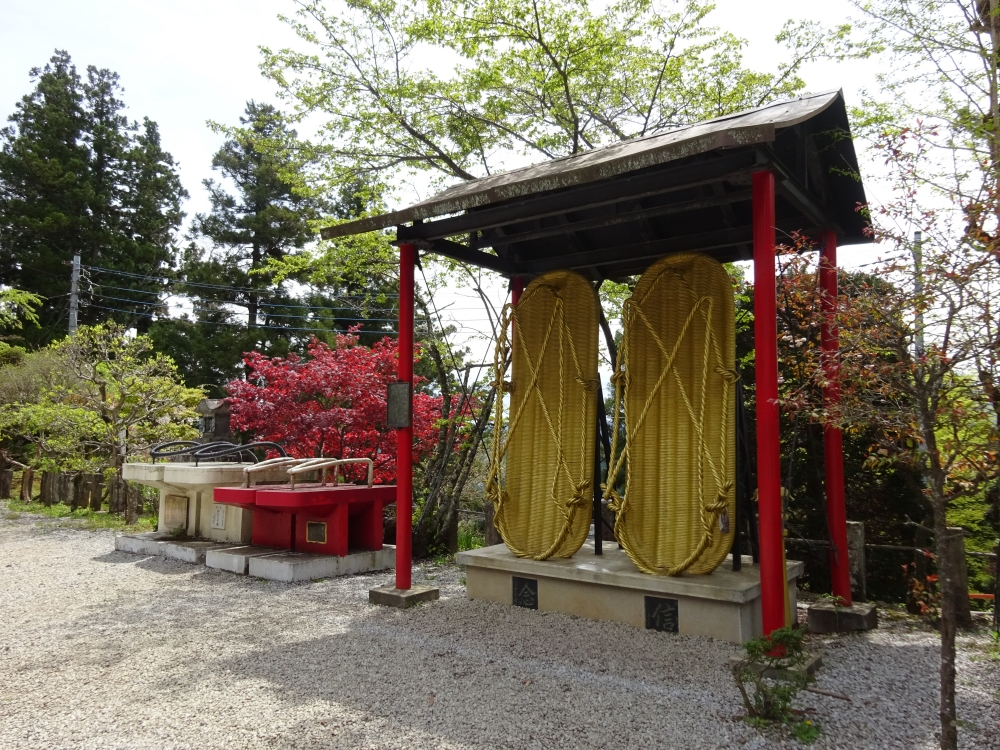
鉄わらじ
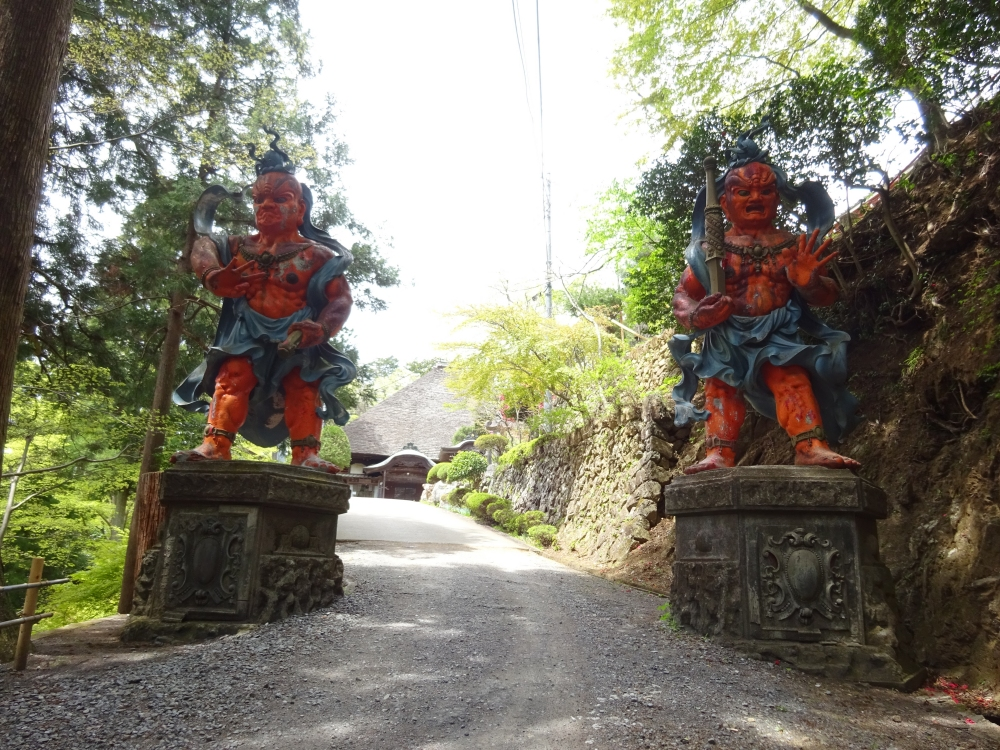
仁王像
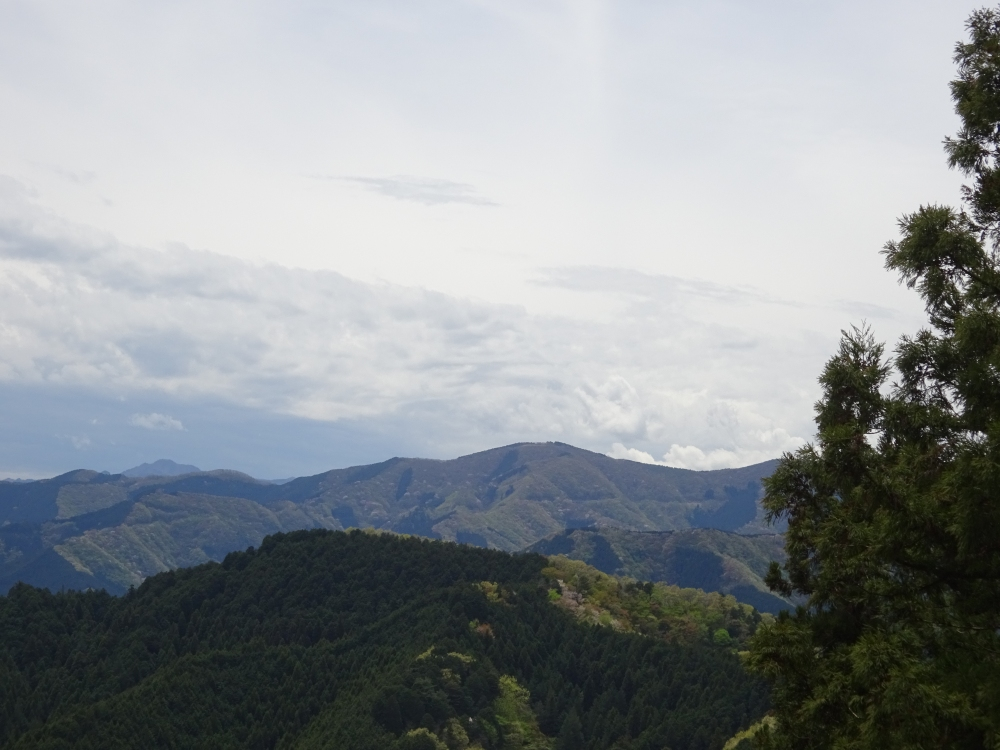
境内からの眺望
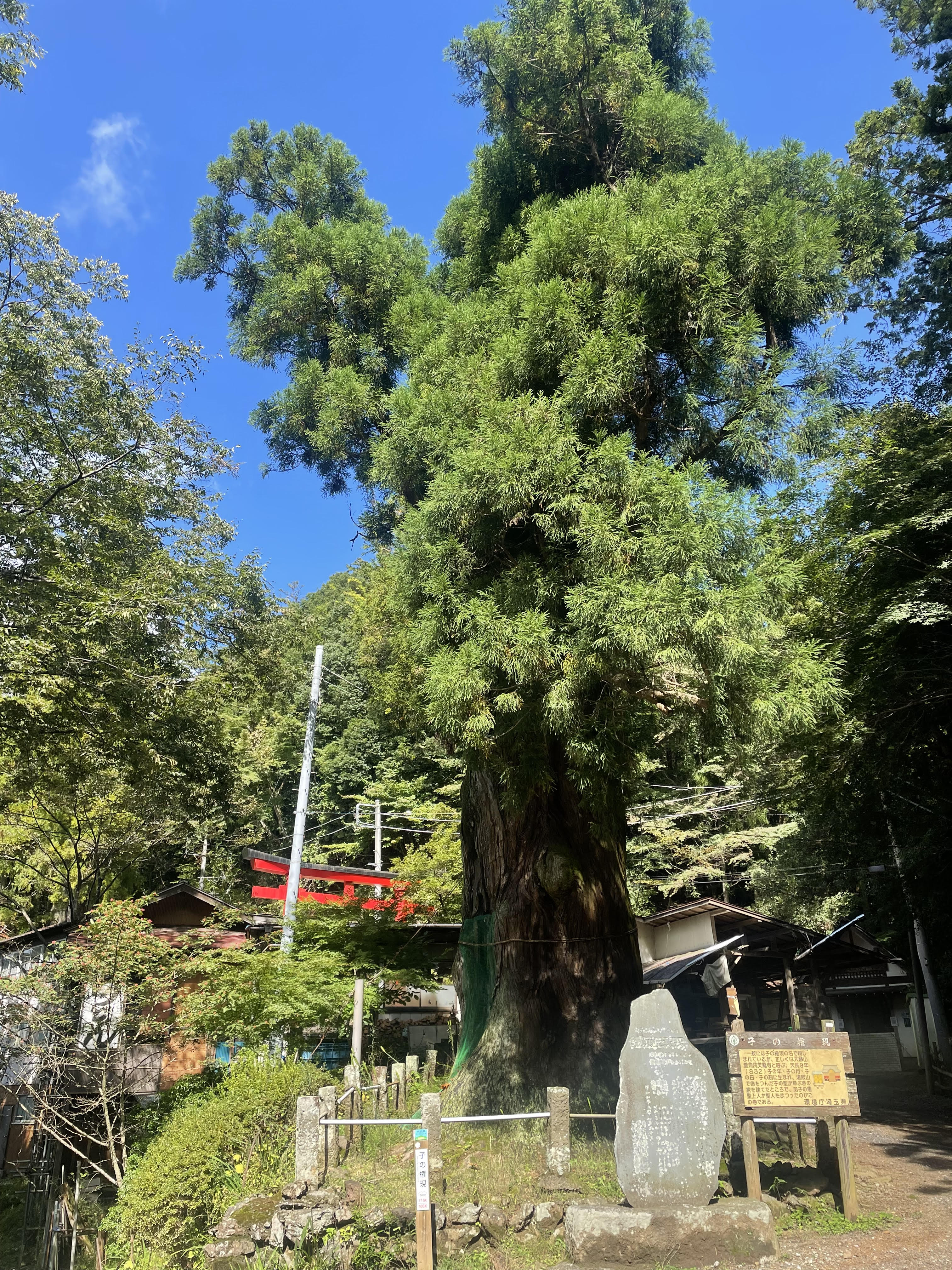
子ノ権現の二本杉
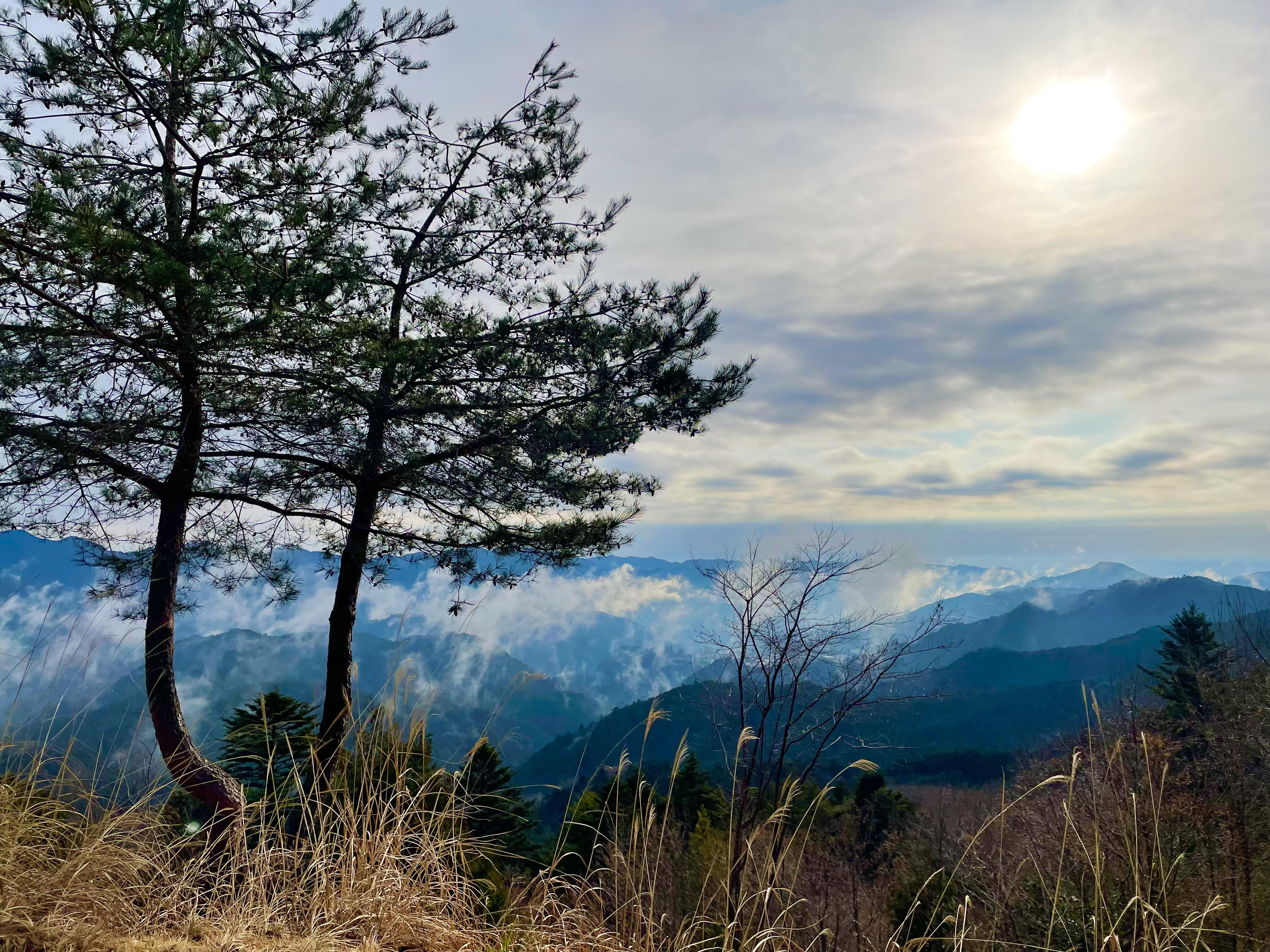
駐車場からの眺望

## アクセス
- 一般道

所沢・秩父・熊谷方面から
- 国道299号から南方への道（埼玉県道395号南川上名栗線。全面舗装）

青梅・瑞穂・八王子方面から
- 県道53号青梅秩父線から看板に沿った道路（埼玉県道395号南川上名栗線。全面舗装）

- 高速道路

鶴ヶ島・練馬・高崎・久喜方面から
- 首都圏中央連絡自動車道-狭山日高インターチェンジ
- 首都圏中央連絡自動車道-入間インターチェンジ

相模原・上野原・調布・海老名方面から
- 首都圏中央連絡自動車道-青梅インターチェンジ
- 駐車場完備

池袋・所沢・入間市方面から
- 吾野駅

西武秩父・横瀬・正丸方面から
- 西吾野駅2駅どちらからも駅から徒歩約90分（ハイキング道）

## 付近の山、寺社
- 伊豆ヶ岳（標高850.9 m）
- 竹寺（標高490 m）徒歩約70分 神仏習合の寺社
- 天覚山（標高445.5 m）
- 正丸峠（標高636 m）
- 飯能アルプス